# Alfonso Escámez López
Alfonso Escámez López (Águilas, Múrcia, 1 de gener de 1916 - Madrid, 16 de maig de 2010), I marquès d'Águilas, va ser un banquer espanyol. Va arribar a ser president del Banco Central.

## Biografia
Fill d'Agustín Escámez i María de la Concepción López, en els seus primers anys Alfonso va assistir al col·legi Sant Tomás d'Aquino. El seu pare i la seva tieta María de las Dolores sabien que tenia capacitat per anar a la universitat i emprendre una important carrera, per la qual cosa assistia a més a classes particulars. En 1928 el seu pare, Agustín Escámez, va morir en accident de trànsit. A partir d'aquest moment la vida de la família canviaria per complet.
La prematura defunció del seu progenitor, dedicat al comerç de peix, va donar una bolcada a la vida del petit Alfonso, que es va haver de posar a treballar amb 12 anys com a grum en la sucursal del Banc Internacional d'Indústria i Comerç, on cobrava 15 pessetes al mes, mentre la seva mare treballava com a costurera per tirar endavant als cinc orfes.
Després de la crisi de 1929, l'entitat va haver de reduir personal i Escámez, amb 13 anys, va perdre la seva primera feina. Però els seus caps ja s'havien fixat en ell i aviat el van tornar a contractar, ja com a caixer, apujant-li el sou fins a 60 pessetes. Després de la Guerra Civil, l'Internacional va ser absorbit pel Central, entitat de la qual ja mai es deslligaria i on va desenvolupar tota la seva carrera, fins a aconseguir la presidència el 1973. Després de les eleccions generals espanyoles de 1977 fou nomenat senador per designació reial. Fou vocal de la Comissió Especial de Política Científica del Senat d'Espanya.
Alfonso va contreure matrimoni el 1939 amb Aurelia Torres Pomata (¿--? - Águilas, 30 d'agost de 1997). Va morir el 16 de maig de 2010, al seu domicili familiar de Madrid i va ser enterrat a Águilas, en el panteó familiar.
També, a Águilas, va cedir al poble una parcel·la, en la qual es va construir un institut al que li han atorgat el nom d'I.I.S. Alfonso Escámez.

## Càrrecs
- President del Banco Central (1973-1993)
- President d'Honor de CEPSA.

## Premis i reconeixements
Va rebre la Gran Creu de l'Orde del Mèrit Civil. En 30 de desembre de 1991 (Butlletí Oficial de 30 de desembre de 1991) (efectiva el 17 de febrer de 1992), el Rei Joan Carles I d'Espanya li va atorgar el Marquesat d'Águilas amb Armes de Mercè Nova.